# Buritama
Buritama là một đô thị ở bang São Paulo của Brasil.
Đô thị này nằm ở vĩ độ 21,07 độ vĩ nam và kinh độ 50,15 oeste. Dân số năm 2004 ước tính là 14.412 người.

## Thông tin nhân khẩu

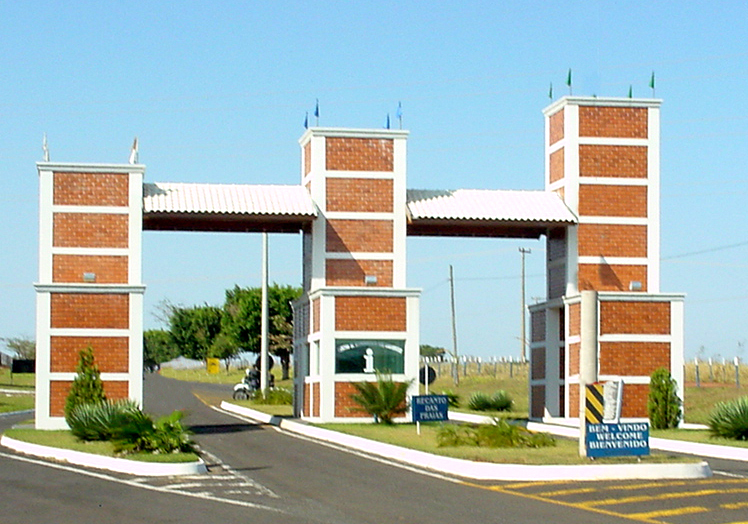
Portal de Buritama

Dữ liệu dân số theo điều tra dân số năm 2000
Tổng dân số: 13.854
- Dân số thành thị: 12.635
- Dân số nông thôn: 1.219
- Nam giới: 6.887
- Nữ giới: 6.967
- Mật độ dân số (người/km²): 42,42
- Tỷ lệ tử vong trẻ sơ sinh dưới 1 tuổi (trên một triệu người): 12,58
- Tuổi thọ bình quân (tuổi): 73,08
- Tỷ lệ sinh (số trẻ trên mỗi bà mẹ): 2,18
- Tỷ lệ biết đọc biết viết: 87,66%
- Chỉ số phát triển con người (HDI-M): 0,790
- Chỉ số phát triển con người - Thu nhập: 0,719
- Chỉ số phát triển con người - Tuổi thọ: 0,801
- Chỉ số phát triển con người - Giáo dục: 0,851

(Nguồn: IPEADATA)

### Sông ngòi
- Sông Tietê
- Ribeirão Santa Bárbara
- Córrego Palmeiras